# بوطي السايح
بوطي السايح وتسمى أيضا القطفة، إحدى بلديات ولاية المسيلة في الجزائر. تقع في الشمال الغربي للولاية على مسافة 80 كلم من مقرها. تحدها سيدي عيسى من الشمال الشرقي ومن الشرق عين الحجل ومن الجنوب عين أفقه ومن الغرب عين القصير ومن الشمال الغربي شلالة العذاورة. يغلب على البلدية الريفية الطابع الفلاحي الرعوي، وتشتهر بإنتاج الخضروات والفواكه وبها ثروة حيوانية هائلة من أغنام وأبقار.
مساحتها 300 كلم² ويقطن بها أكثر من 5000 نسمة موزعين عبر عدة تجمعات سكانية.
تعد منطقة إستراتيجية بطريقين وطنيين هما الطريق الوطني رقم 40 من الشرق إلى الغرب والطريق رقم 18B نحو شلالة العذاورة.

## التجمعات السكنية
تضم البلدية العديد من التجمعات السكنية هي:
- براردة
- قطفة
- أولاد علي بن داود
- أولاد يحيى بن عيسى
- أولاد ربيع
- أولاد بن عالية وموافيق
- أولاد عمور (زلوف، هوالة، لجواز)